# اوبرتسایرینگ
اوبرتسایرینگ (به آلمانی: Oberzeiring) یک منطقهٔ مسکونی در اتریش است که در مورتال واقع شده‌است. اوبرتسایرینگ ۳۸٫۲۳ کیلومتر مربع مساحت دارد ۹۳۲ متر بالاتر از سطح دریا واقع شده‌است.